# DANCE TO YOU
『DANCE TO YOU』（ダンス・トゥ・ユー）は、2016年8月3日に発売されたサニーデイ・サービス通算10作目のスタジオ・アルバム。

## 解説
ライブ・アルバム『Birth of a Kiss』、発売20周年を記念した最新リマスタリングによる『「東京」』のCDと限定LP、そして限定BOXセット『「東京」 20th anniversary BOX』を挟み、2014年リリースの『Sunny』以来1年10か月となる本作は、バンド史上もっとも長い制作期間が費やされたもので、先行シングルのタイトル・トラック「苺畑でつかまえて」を含む9曲を収録。本作はCDのほか、アナログ盤とカセットテープも同時発売され、ROSE RECORDSオンライン・ショップにて2016年7月8日より予約受付開始、7月28日から発送が開始された。また本作は通常音質とハイレゾ音源の2種類の配信も同日より開始された。
アルバム制作のプロセスについて曽我部恵一は「最初はアナログ・テープを回して3人だけで1週間ぐらいでサラーっと録ろうっていうイメージやってたんですけど、ドラマーが途中で体調の問題でリタイアしたりとか、思っていたスタジオの期間で全く何も録れなかったので僕が個人的にパソコンとプロ・トゥールス持って、練習スタジオとか事務所のスタジオとか、自宅で録るっていう事をしてました。ドラマーがいないから自分でマイク立てて叩いて録ったりとか、ベースが必要になったら電話して弾きに来てもらったりとかしました。最終的には、あんまり普段の生活と線引きできないようなレコーディングになっていったって感じですね。最初にあったバンド的なグルーヴの追求とかはなくなりました」「前作まではバンドになりきれてなかった気がしますね。確かに『Sunny』なんかは3人で和気藹々と録音して、ツアーもやって、渋谷公会堂で久々にワンマンもできた。バンドっていいよねって作品ですよね…今回もそういう風にやりたかったんですけど、期せずして、90年代にバンドをやっていた頃にうまくいかなくて行き詰っていた状態に近くなってしまって。“作品作りって、これぐらい大変なんだな”っていうところに戻っていった感じです。そういう意味で、とてもバンド感があると思います」「<桜 super love>ができてから、ふっと楽になって、以降、制作がスムーズに進みました。ダンス・ミュージックに寄せたいなっていうのはあったんです。音楽で踊って欲しいとか、踊りたいとかじゃなく、感動したり、泣いたりとかでもなくて。“軽い”ほうが今はいいな、と思ったんです」「いい音楽はすべからくダンス・ミュージックだと思いますね。心が躍るっていうのは体が躍るのと全く同じことです。敢えて、ダンス・ミュージックって標榜してやっていくことに意味があると思っているんです」とインタビューで答えている。さらに「このアルバムに関して言えば、説得力とか重みを出したくなかったんです。ロックはそれがない方がいい。いつでも新品の方がいいっていう世界で勝負したかったんです。この形になる前は、サイケデリックな組曲とかが入っていて、引き出しの多さを見せつけるみたいな感じで作ってたんですけど、そういう手癖とか身についた技が嫌で全部消しました」とも答えている。

## アートワーク
ジャケット・デザインは小田島等が担当し、ジャケット・イラストレーションにはサニーデイの諸作品では初めてとなる永井博を起用。その理由を曽我部は、「デザイナーの小田島等さんが永井さんとお会いしたという話を聞いて、今回是非と思ってお願いしたんです。永井さんは本当に素晴らしい作品を描かれているし、それに今、流行っているから。僕はむしろ、規定されたかったんです。流行りものってダサいよねっていうのではなくて、それに飛びつく方が勇気があるなと思って。単に快楽主義な訳ではなくて、流行に乗っているというのが重要な態度かなって今は思っています」という。
CDはスリーヴケース仕様 & ジャケットミニポスター付、数量限定でアナログ盤とカセットテープもリリースされ、アナログ盤は紙ジャケット仕様でジャケットミニポスター付。カセットテープは紙スリーヴケース付となっている。いずれのアイテムにもROSE通販先着特典は、曽我部のインストミニアルバムCD『MARINE BOOK e.p.』が付けられた。

## 評価
雑誌『レコード・コレクターズ』2017年1月号の「特集 アルバム・ベスト2016」で“ロック[日本]”で4位に選出。コメントで「下世代のシティ・ポップに触発されて生まれた、全く新しい方向性を示す充実の10作目」と評された。また、“音楽評論家/ライター、ミュージシャンが選ぶ2016年のベスト10”では、柴那典が「明らかに時代のターニング・ポイントだった2016年。振り返ってみたら『喪失を乗り越えること』が一つのモチーフとなった作品を愛聴していたように思う」として、そのうちの一枚に本作を挙げた。

## 収録曲

### CD:ROSE 198
1. I'm a boy
2. 冒険
3. 青空ロンリー
4. パンチドランク・ラブソング
5. 苺畑でつかまえて
6. 血を流そう
7. セツナ
8. 桜 super love
9. ベン・ワットを聴いてた

### LP:ROSE 198X, ROSE 198X2nd / CT:ROSE 198C

#### side A
1. I'm a boy
2. 冒険
3. 青空ロンリー
4. パンチドランク・ラブソング
5. 苺畑でつかまえて

#### side B
1. 血を流そう
2. セツナ
3. 桜 super love
4. ベン・ワットを聴いてた

## クレジット

### I'm a boy
| 曽我部恵一 vo, gt, perc, dr, programming                  |
| 田中貴 bass                                               |
| recorded and mixed by 曽我部恵一 at Mystic Sound Of Oasis |

### 冒険
| 曽我部恵一 vo, gt, perc, key, clap, dr programming                |
| 田中貴 bass                                                       |
| recorded by 曽我部恵一 at SUR SOUND STUDIO, Mystic Sound Of Oasis |
| mixed by 曽我部恵一 at Mystic Sound Of Oasis                      |

### 青空ロンリー
| 曽我部恵一 vo, gt, perc                       |
| 田中貴 bass                                   |
| recorded by 前田励 at Nasoundra Palace Studio |
| mixed by 曽我部恵一 at Mystic Sound Of Oasis  |

### パンチドランク・ラブソング
| 曽我部恵一 vo, gt, dr                                             |
| 田中貴 bass                                                       |
| recorded by 曽我部恵一 at SUR SOUND STUDIO, Mystic Sound Of Oasis |
| mixed by 曽我部恵一 at Mystic Sound Of Oasis                      |

### 苺畑でつかまえて
| 曽我部恵一 vo, gt, perc, key, clap                                             |
| 田中貴 bass                                                                    |
| 丸山晴茂 drums                                                                 |
| recorded by 曽我部恵一 at SUR SOUND STUDIO, STUDIO ROSE, Mystic Sound Of Oasis |
| mixed by 曽我部恵一 at Mystic Sound Of Oasis                                   |

### 血を流そう
| 曽我部恵一 vo, sitar, gt, perc                                    |
| 田中貴 bass                                                       |
| 丸山晴茂 drums                                                    |
| recorded by 曽我部恵一 at Mystic Sound Of Oasis, SUR SOUND STUDIO |
| mixed by 曽我部恵一 at Mystic Sound Of Oasis                      |

### セツナ
| 曽我部恵一 vo, gt, dr, key, clap                                  |
| 田中貴 bass                                                       |
| recorded by 曽我部恵一 at SUR SOUND STUDIO, Mystic Sound Of Oasis |
| mixed by 曽我部恵一 at Mystic Sound Of Oasis                      |

### 桜 super love
| 曽我部恵一 vo, gt, dr, perc, key, clap                            |
| 田中貴 bass                                                       |
| recorded by 曽我部恵一 at SUR SOUND STUDIO, Mystic Sound Of Oasis |
| mixed by 池内亮                                                   |

### ベン・ワットを聴いてた
| 曽我部恵一 vo, gt, dr, perc, piano                     |
| 田中貴 bass                                            |
| recorded by 池内亮, 鎌田裕明 at aLIVE RECORDING STUDIO |
| mixed by 曽我部恵一 at Mystic Sound Of Oasis           |
|                                                        |
| mastering engineer 山本アキヲ (AUTORA)                 |
| analog cuttiong engineer 手塚和巳                      |
|                                                        |
| 全作詞作曲 曽我部恵一                                  |

### スタッフ
| produced by 曽我部恵一                          |
|                                                 |
| director 渡邊文武 (PTA)                         |
| artist manager 金野志保                         |
| A&R 岩崎朗太                                    |
| label manager 水上由季                          |
|                                                 |
| illustration 永井博                             |
| art direction 小田島等                          |
| photo 石垣星児                                  |
|                                                 |
| music video director 須藤中也 川原康臣 中村佳代 |
|                                                 |
| sunny day service 曽我部恵一 田中貴 丸山晴茂    |

## 曽我部恵一『MARINE BOOK e.p.』

### 収録曲
1. Shoegazer Boy
2. Summer Requiem
3. Hakka
4. Music Box
  - MONO

## DANCE TO YOU REMIX
9人の新鋭アーティストによる、9曲のリミックス・アルバム。元々は、「SUNNY DAY SERVICE TOUR 2016」の会場限定で販売されていた「お土産用 DANCE TO YOU」に入っていたCDで、2017年1月15日には、2枚組のアナログ盤が販売開始した。

### 収録曲

#### CD:「お土産用 DANCE TO YOU」付属
1. ベン・ワットを聴いてた - SUGIURUMN REMIX / SUGIURUMN
2. 血を流そう - Urban Tribe MIX / HALFBY
3. 冒険 - KEITA SANO Black Acid Remix / KEITA SANO
4. セツナ - NIGHT DREAMER Mix / Lantern Parade
5. 苺畑でつかまえて - underground soul mix / HIROSHI WATANABE aka Kaito
6. 青空ロンリー - HIROSHIMA SHITLIFE Remix / CRZKNY
7. パンチドランク・ラブソング - haikarahakuti remix / haikarahakuti
8. 桜 super love - YOSA feat. HOLITO REMIX / YOSA
9. I'm a boy - Jun Kamoda Remix / Jun Kamoda

#### LP:ROSE202X
side A
1. ベン・ワットを聴いてた - SUGIURUMN REMIX / SUGIURUMN
2. 血を流そう - Urban Tribe MIX / HALFBY

side B
1. 冒険 - KEITA SANO Black Acid Remix / KEITA SANO
2. セツナ - NIGHT DREAMER Mix / Lantern Parade

side C
1. 苺畑でつかまえて - underground soul mix / HIROSHI WATANABE aka Kaito
2. 青空ロンリー - HIROSHIMA SHITLIFE Remix / CRZKNY

side D
1. パンチドランク・ラブソング - haikarahakuti remix / haikarahakuti
2. 桜 super love - YOSA feat. HOLITO REMIX / YOSA
3. I'm a boy - Jun Kamoda Remix / Jun Kamoda

## リリース日一覧
| 地域 | タイトル      | リリース日            | レーベル     | 規格                   | カタログ番号            | 備考 |
| ---- | ------------- | --------------------- | ------------ | ---------------------- | ----------------------- | --- |
| 日本 | 2016年08月3日 | DANCE TO YOU          | ROSE RECORDS | CD                     | ROSE 198                | スリーヴケース仕様 & ジャケットミニポスター付                                                                 |
| 日本 | 2016年08月3日 | DANCE TO YOU          | ROSE RECORDS | LP                     | ROSE 198X               | 限定プレス 紙ジャケット / ジャケットミニポスター付                                                            |
| 日本 | 2016年08月3日 | DANCE TO YOU          | ROSE RECORDS | カセットテープ         | ROSE 198C（限定プレス） | 紙スリーヴケース付                                                                                            |
| 日本 | 2016年08月3日 | DANCE TO YOU          | ROSE RECORDS | デジタル・ダウンロード | -                       | 通常音質 / ハイレゾ音源                                                                                       |
| 日本 | 2016年09月7日 | DANCE TO YOU          | ROSE RECORDS | LP                     | ROSE 198X2nd            | セカンド・プレス 数量限定 / 紙ジャケット                                                                      |
| 日本 | 2016年10月8日 | 透明 DANCE TO YOU     | ROSE RECORDS | カセットテープ         | ROSE 200（数量限定）    | 『DANCE TO YOU』インストゥルメンタル・アルバム <CASSETTE STORE DAY 2016>限定タイトル ダウンロード・コード封入 |
| 日本 | 2016年12月    | お土産用 DANCE TO YOU | ROSE RECORDS | CD+マガジン+おまけ     | ROSE 202                | 『DANCE TO YOU REMIX』CD + 『別冊 DANCE TO YOU』BOOK SUNNY DAY SERVICE TOUR 2016 会場限定販売                 |